# はじめてのおるすばん
『はじめてのおるすばん』は、しみずみちを作、山本まつ子絵による子ども向け絵本。岩崎書店刊。1972年初版。
三歳のみほちゃんが一人でお留守番をする物語。幼い心の不安と成長を描く。別視点からは、日本の高度成長期に伴い構造的に変化した社会背景（核家族化、生活共同体の崩壊等）が作品を通して感じ取られ、絵本においてエポックを画した作品である。

## 出版
- 1972年4月、岩崎書店 ISBN 978-4265907014

| スタブアイコン | サブスタブ | この項目は、まだ閲覧者の調べものの参照としては役立たない、文学に関連した書きかけの項目です。この項目を加筆・訂正などしてくださる協力者を求めています（P:文学、PJ:ライトノベル）。項目が小説家・作家の場合には{Writer-substub}を、文学作品以外の本・雑誌の場合には{Book-substub}を貼り付けてください。 |